# مايك برادلي
مايك برادلي (بالإنجليزية: Mike Bradley)‏ هو سياسي أسترالي، ولد في 20 يوليو 1955 في أديلايد في أستراليا. حزبياً، نشط في الحزب الليبرالي الكندي.